# Заєць корсиканський
Заєць корсиканський (Lepus corsicanus), також відомий як заєць апеннінський, або заєць італійський — є одним з видів зайців, що мешкають у південній та центральній Італії та на Корсиці.

## Опис
За зовнішнім виглядом він схожий на зайця європейського , коричневого забарвлення з кремовим черевом. Відрізняється більш сірим, а не білим забарвленням підшерстя. Вид менший, ніж заєць сірий, з довжиною голови й тіла 44,1-61,2 см, довжина хвоста — 6,6-11,2 см і вагою — 1,8-3,8 кг, вуха й задні кінцівки відносно довші, 9-12,6 см і 11,4-13,5 см відповідно.

## Розповсюдження і місця проживання
Заєць корсиканський заселяє чагарники макі, пасовища, посівні площі та дюни. Це звичайна і досить поширена на Сицилії тварина, де зустрічається від рівня моря до 2400 метрів на горі Етна. На материковій частині Італії його діапазон більш фрагментований, доходить півночі на Тоскані на західному узбережжі і Фоджі на східному узбережжі. Він був завезений на Корсику людиною, імовірно, між 14 і 17 століттями.